# Черняев, Иван Фёдорович
Иван Фёдорович Черняев (29 августа [11] сентября 1904, Нижняя Добринка, Камышинский уезд, Саратовская губерния — 19 сентября 1984) — советский офицер, младший сержант, командир отделения 70-го отдельного штурмового инженерно-сапёрного батальона в составе 14-й штурмовой инженерно-сапёрной бригады, 5-й гвардейской армии, Степного фронта. Герой Советского Союза.

## Подвиг
За проявленный героизм при форсировании советскими войсками Днепра в ночь на 3 октября 1943 года у села Максимовка (Кременчугского района, Полтавской области) 22 февраля 1944 года Указом Президиума Верховного Совета СССР Черняеву Ивану Фёдоровичу было присвоено звание Героя Советского Союза.
Награждён орденом Ленина, медалями.